# Mohamed Lazhari
Mohamed Lazhari-Yamani, né le 28 avril 1938 à Alger, est un gymnaste artistique franco-algérien.
Il est sacré champion de France du concours général de gymnastique artistique en 1962.
Il participe aux épreuves de gymnastique aux Jeux olympiques d'été de 1960 à Rome avec l'équipe de France, terminant 68e au concours général et 13e par équipe. 
Il décide de porter les couleurs de l'Algérie après l'indépendance, et devient le premier sportif algérien à participer à des Jeux olympiques lors des Jeux olympiques d'été de 1964 à Tokyo, étant alors le seul sportif de sa délégation ; il termine 91e au classement général.
En 1990, il a été nommé le premier président de l'Union africaine de gymnastique.